# Wallonie picarde
Le Hainaut occidental ou la Wallonie picarde est une sous-région du Royaume de Belgique. Comme son nom l'indique, elle se situe dans la partie ouest de la province de Hainaut. C'est donc également une sous-région de la Région wallonne.

## Politique
À la suite de la réforme des intercommunales mise en place par la Région wallonne, il y a eu une volonté politique, notamment du député-bourgmestre d'Estaimpuis, Daniel Senesael, de renommer cette sous-région afin de fédérer les communes du Hainaut occidental autour d'un même projet politique de développement économique. La création d'une nouvelle instance, une « communauté de communes de la Wallonie picarde » a ainsi été soutenue par Rudy Demotte. Plusieurs appellations se sont ainsi succédé : Tournaisis, Picardie wallonne et Wallonie picarde. L'incapacité de fédérer l'ensemble des communes du Hainaut occidental (notamment par les réticences mouscronnoises) ainsi que l'absence de dialogue avec la population concernée[réf. nécessaire] font que les divers projets de changements d'appellation se suivent sans grand succès[pas clair].
Un conseil de développement de la Wallonie picarde, s’est constitué dans la foulée du changement de nom en 2006, rassemblant les différents acteurs de la société civile et des représentants des forces politiques du bassin ouest hennuyer. Son rôle est de coordonner, avec l’aide des deux intercommunales de développement IDETA et IEG, et de dynamiser le développement de la Wallonie picarde par la concertation sur les stratégies régionales, la promotion de projets cohérents, l'élaboration d'un projet de territoire, le renforcement de l'identité régionale et l'ouverture sur les territoires adjacents.
Transfrontalière par sa situation géographique, la Wallonie picarde, bordée au Nord par la Flandre et à l’Ouest par la France, est un des trois versants (Eurometropole lilloise, Courtraisis, Wallonie picarde) s’est inscrite depuis 2008 dans le Groupement Européen de Coopération Territoriale) repris sous le nom d’Eurométropole Lille-Kortrijk-Tournai.

## Communes constitutives

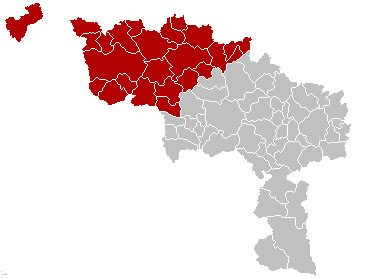
Le Wallonie picarde au sein de la province de Hainaut

Par ordre alphabétique, voici les communes qui constituent la Wallonie picarde: Antoing, Ath, Belœil, Bernissart, Brugelette, Brunehaut, Celles, Chièvres, Comines-Warneton, Ellezelles, Enghien, Estaimpuis, Flobecq, Frasnes-lez-Anvaing, Lessines, Leuze-en-Hainaut, Mont-de-l'Enclus, Mouscron, Pecq, Péruwelz, Rumes, Silly et Tournai.

## Géographie
Le Hainaut occidental se présente souvent[réf. souhaitée] comme le carrefour entre la France (le département du Nord dans les Hauts-de-France et leur chef-lieu Lille), la Région flamande, Bruxelles et la Région wallonne.
Il existe différents pays au sein du Hainaut occidental : le Pays des Collines (autour d'Ellezelles), le Pays Blanc (autour d'Antoing), le Pays Vert (autour d'Ath), le Tournaisis (autour de Tournai), etc.

## Caractéristiques principales de la sous-région
La première caractéristique fondamentale du Hainaut occidental est son paysage : la région est demeurée verte contrairement aux deux sous-régions voisines que sont le Borinage et le Centre. Celles-ci ont en effet été fortement industrialisées grâce à leur sous-sol riche en houille. Le Hainaut occidental, même s'il a connu et connaît toujours une industrialisation, mise une partie de son développement en se présentant comme une région traditionnellement agricole : c'est le concept de l'Agro-Food Valley.
La seconde caractéristique de cette sous-région est sa langue endogène : le picard. Le picard est un ensemble de dialectes et de patois romans qui furent parlés dans les comtés de Flandre et de Hainaut. Le Hainaut occidental n'est pas la seule région de Belgique où l'on parle picard mais c'est la seule[réf. nécessaire] où le parler est identifié et revendiqué comme tel[Par qui ?].
Le Hainaut occidental regroupe des communes qui faisaient partie autrefois du comté de Flandre et d'autres qui appartenaient au comté de Hainaut.

## Historique de l'appellation

### Hainaut occidental
L'appellation Hainaut occidental remonte aux années 1960. Il est dit[réf. souhaitée] que celle-ci fut trouvée par un géographe un peu par défaut[pas clair], Robert Sevrin. Elle s'est néanmoins imposée partout :
- Au sein des partis politiques de Belgique francophone qui possèdent des fédérations Hainaut occidental[8] : le Mouvement réformateur[9].
- Au sein des organisations sociales telles que les syndicats[10] et les mutualités[11] : la CSC[12], la CGSLB[13] et la mutualité socialiste[14].
- Au sein de l'enseignement supérieur, que ce soit dans le réseau libre ou le réseau officiel : Haute école libre du Hainaut occidental (HELHO)[15] et Haute école provinciale du Hainaut occidental (HEPHO)[16].
- Au sein du milieu associatif : La Ligue des familles a une régionale Hainaut occidental[17] tout comme la Ligue de l'enseignement et de l'éducation permanente[18], la Fédération francophone des sourds de Belgique (FFSB)[19]

### Picardie wallonne ou Picardie hennuyère
L'idée de changer d'appellation en Picardie wallonne ou Picardie hennuyère a été lancée en octobre 2004 par le ministre de la Santé, Rudy Demotte.
Si elle a été suivie par certains acteurs, l'idée n'a pas eu un grand succès car la population n'était pas du tout associée au projet mais aussi parce qu'aucun autre parti que le PS n'avait été consulté.

Le président de la fédération Hainaut occidental du MR, Jean-Luc Crucke avait d'ailleurs mis ce petit texte critique sur son site web :
« Wallonie picarde ?  Picardie wallonne ? Qu’en dites-vous ?

Hainaut Occidental : parlons-en ! Certains voudraient le débaptiser et dénommer « Picardie wallonne » ou « Wallonie picarde ». Nul ne contestera nos origines picardes mais faut-il un renouvellement de façade ?  La fédération MR s’est prononcée : aucun changement d’identité ne peut intervenir sans l’aval et la consultation de la population concernée. L’essentiel ne se situe pas dans une opération marketing mais dans un travail de fond.

À cet égard, il nous  faut constater que ce n’est pas le boulot qui manque et que ni la Wallonie, ni le Hainaut, ni le Hainaut occidental, ne se portent au mieux de leur forme. »

### Wallonie picarde
L'initiative du nom Wallonie picarde revient au Conseil de développement (organe représentant les différents acteurs des forces vives couvrant le territoire) dans le cadre d'une réflexion sur l'identité du territoire et un projet de région. Dans ce cadre des forums de sensibilisation ont été lancés pour associer la population dans ses diverses composantes à ce projet qui se veut mobilisateur.
Progressivement, les associations de Wallonie picarde adaptent leurs dénominations :
- Au sein des partis politiques de Belgique francophone : le Parti socialiste[22].
- Au sein des médias : le nom officiel de la télévision locale est « Notélé, du Grand Tournai à la Wallonie picarde ».
- Au sein d'associations économiques et professionnelles : la Chambre de commerce et d’industrie de Wallonie Picarde[23], l'Association royale des architectes de Wallonie Picarde[24], la Société de développement et de participation de Wallonie Picarde[25].
- Au sein du milieu associatif : la Fondation rurale de Wallonie a une section "Wallonie picarde"[26].

L'appellation reste critiquée, notamment dans la presse, et n'a pas été acceptée par toutes les communes.